# Amber Bondin

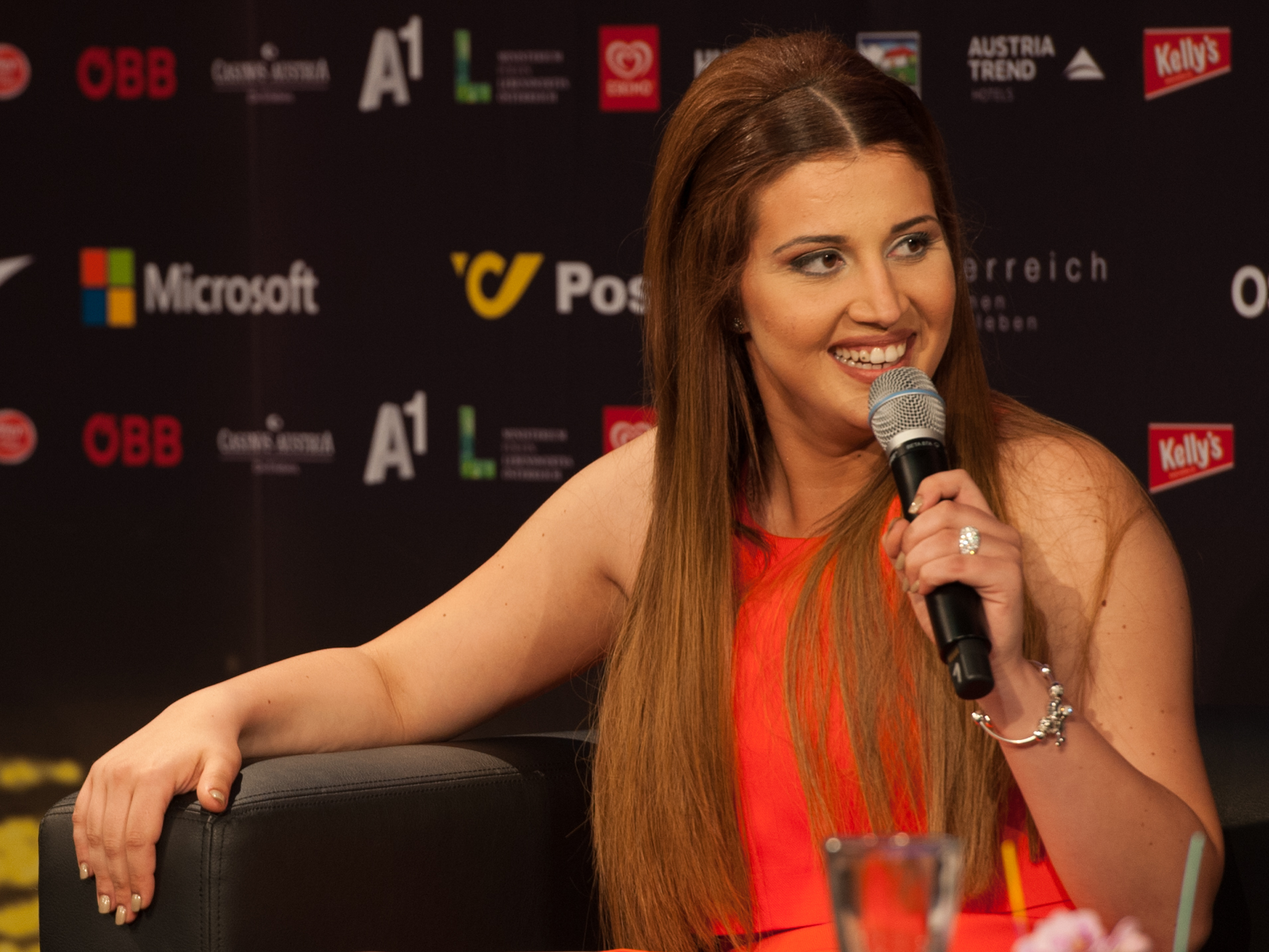
Amber Bondin

Amber Bondin, mer känd som Amber, född 26 maj 1991 på Malta, är en maltesisk sångerska. Den 22 november 2014 vann hon Maltas uttagning till Eurovision Song Contest 2015 i Wien med bidraget "Warrior", skrivet av Elton Zarb och Muxu. Hon fick därmed representera sitt land i tävlingen.

## Fotnoter
1. ↑  Discogs, Discogs artist-ID: 4355580, läst: 9 oktober 2017.[källa från Wikidata]